# Sinterklaasdobbelen
Sinterklaasdobbelen is een dobbelspel dat in de regel gespeeld wordt op sinterklaas- of pakjesavond. Doel van het spel is om de sinterklaascadeaus op een speelse manier te verkrijgen. Pas aan het einde van het spel is bekend welke cadeaus en de hoeveelheid cadeaus de deelnemers hebben gekregen. Het spel kan ook met Kerstmis gespeeld worden. In dat geval heet het Kerstdobbelen. Dit is een goed alternatief voor gezinnen die geen pakjesavond vieren.

## Benodigdheden
- Elke deelnemer zorgt voor een of twee cadeaus.
- Twee dobbelstenen of een speciale Sinterklaasdobbelsteen.
- Een wekker. In plaats hiervan kan ook de timerfunctie van een smartphone worden gebruikt

## Spelverloop
De spelleider die overigens ook meedoet, zet de wekker of stelt de timerfunctie in van zijn of haar smartphone. Hierin heeft hij de keus om de duur van het spel te bepalen. Deze tijdsduur kan aan de groep worden meegedeeld, maar kan om het spannender te maken ook geheim worden gehouden, het is dan een verrassing wanneer de wekker afgaat.
Om beurten gooit een deelnemer de twee dobbelstenen. Iedere keer als de som van de dobbelstenen een van tevoren afgesproken getal is kan een cadeau door die deelnemer worden uitgepakt.
Dit gaat door totdat alle cadeaus zijn verdeeld.
Nu begint de tweede ronde van de opdrachtkaarten. Elk getal dat nu gegooid wordt staat voor een opdracht die onderling kan worden afgesproken. Deze opdrachten worden voor iedereen zichtbaar op bv. een flip-over of een schoolbord geschreven of met behulp van een overheadprojector of beamer op een scherm of de muur geprojecteerd. Er bestaan ook speciale Sinterklaasdobbelstenen. Dit zijn grote dobbelstenen waarop op alle zijden opdrachten staan. Deze zijn in de winkel verkrijgbaar, maar kunnen ook heel makkelijk zelf gemaakt worden. Veel voorkomende opdrachten zijn:
- De oudste en kleinste spelers verwisselen van plaats, de cadeautjes blijven op de plaats liggen.
- Pak een cadeau van iemand en geef die aan een vrouwelijke speler.
- Kies een cadeau van jezelf en geef die aan een andere speler die die dan permanent mag houden.
- De jongste en grootste speler verwisselen van plaats.
- Iedereen schuift een plaats naar rechts.
- Verdeel al je cadeaus.
- Geef een cadeau aan iemand die geen cadeaus heeft.
- Als je geen cadeaus hebt, dan mag je een willekeurig cadeau van iemand pakken.
- Wissel van plaats met de eerstvolgende persoon, van wie de eerste letter van de voornaam volgt op die van jou.
- Alle spelers van jouw geslacht schuiven een plaats op.
- De langste en kleinste spelers verwisselen van plaats.
- Iedereen met meer dan drie cadeaus geeft een cadeau aan de speler met de minste cadeaus.
- Geef je grootste cadeau weg aan de volgens jou stilste speler.
- Pak een cadeau weg bij de volgens jou luidruchtigste speler.

Als de wekker afgaat, mag je de cadeaus houden die op dat moment onder je stoel liggen.